# Brockdorff
Brockdorff är en ursprungligen holsteinsk adelsätt, som kan spåras tillbaka till 1200-talet, och har i Tyskland upphöjts till riksgrevlig rang. En gren i Danmark är grevlig.
Äten hade under medeltiden flera betydande medlemmar i dansk och holsteinsk tjänst. Släkten har numera två huvudlinjer: den holsteinska och den sedan 1706 riksgrevliga frankiska. En tysk friherrlig gren upphöjdes 1838 i danskt grevligt stånd, och en medlem av denna, Conrad von Brockdorff (1823-1909), adopterades 1837 av greve Conrad Christoph von Ahlefeldt, varefter han skrev sig von Brockdorff-Ahlefeldt.
Även senare har både i Tyskland och i Danmark adoptioner ägt rum inom såväl grevliga som friherrliga grenar av släkten. En adopterad gren i Danmark skriver sig Juel-Brockdorff. Ulrich von Brockdorff-Rantzau lade till släktnamnet Rantzau som innehavare av det för honom instiftade fideikommisset Brockdorff-Rantzau (godset Annettenhöh i Schleswig-Holstein).
Bland övriga medlemmar av släkten märks:
- Walter von Brockdorff-Ahlefeldt (1887-1943), tysk general